# Rellinars
Rellinás (en catalán y oficialmente, Rellinars) es un municipio y localidad situado al norte de la comarca del Vallés Occidental perteneciente a la provincia de Barcelona, comunidad autónoma de Cataluña, España.
Entre su patrimonio histórico-artístico se cuenta la iglesia prerrománica de San Pedro y San Fermín así como restos de época romana.

## Demografía
Rellinás cuenta con una población de 920 habitantes (INE 2024).
| Gráfica de evolución demográfica de Rellinás entre 1842 y 2021 |
| |
| Población de derecho según los censos de población del INE. Población de hecho según los censos de población del INE.En estos censos se denominaba Rellinás: 1842, 1857, 1860, 1877, 1887, 1897, 1900, 1910, 1920, 1930, 1940, 1950, 1960, 1970 y 1981. |

### Núcleos de población
Rellinars está formado por dos núcleos o entidades de población. 
Lista de población por entidades:
| Entidad de población | Habitantes (2022) |
| -------------------- | ----------------- |
| Les Codines          | 34                |
| Rellinars            | 881               |
| Fuente: Municat      |                   |

### Evolución demográfica
| 348                        | 341 | 227 | 220 | 658 |
| (Fuente: [cita requerida]) |     |     |     |     |

- Gráfico demográfico de Rellinars entre 1717 y 2007

1717-1981: población de hecho; 1990- : población de derecho

## Marco geográfico
Situada a 47 km de Barcelona, gran parte del municipio está comprendido dentro del parque natural de Sant Llorenç del Munt i l'Obac. Su entorno natural, con bellos paisajes y tranquilidad, la hace ser un lugar de segundas residencias y veraneo.

## Servicio médico y farmacia
Miércoles y viernes 12:00 a 13:00

## Punto de reciclaje
Lunes y viernes de 9h a 14h y de 16h a 19h horas. 
Martes, miércoles y jueves de 9h a 15h. 
1.er y 3.er domingo de cada mes de 10h a 13h.
Carrer Grèvol, s/n - 08299 Rellinars - Barcelona

## Educación

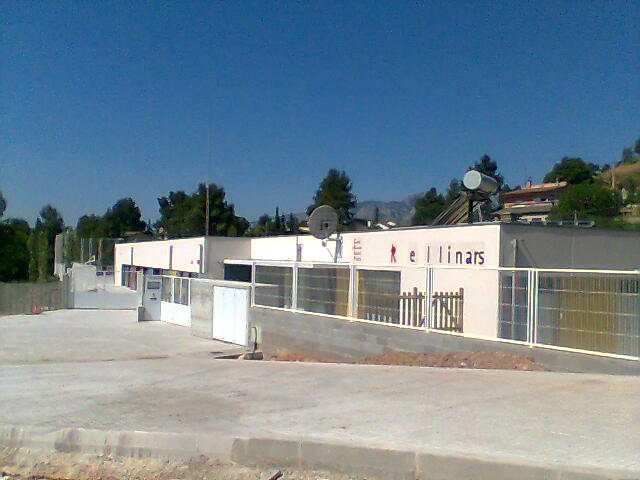
Vista frontal.

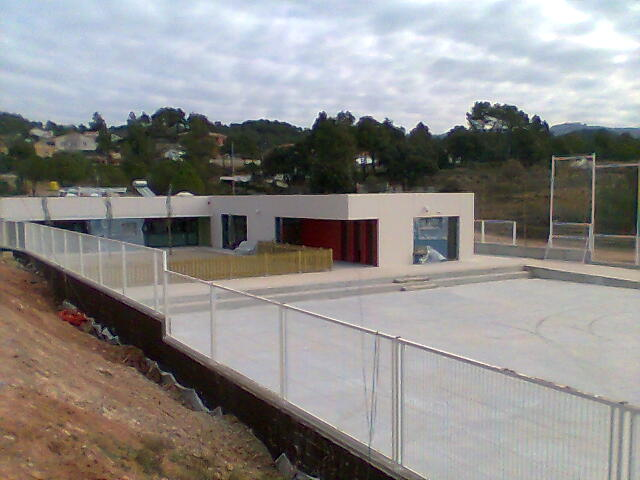
Patio y vista posterior.

- Guardería infantil EEI de Rellinars
- CEIP Rellinars,[6] Educación infantil y primaria.

## Comunicaciones
En lo que se refiere al transporte terrestre, Rellinars está comunicado con Tarrasa y Castellbell y Vilar mediante la carretera local B-122.

## Blasonado

### Escudo
Escudo losanjado: de púrpura, 2 llaves pasadas en sautor con los dientes arriba y mirando hacia fuera, la de oro una banda y por encima de la de argén en barra, acompañadas de 3 estrellas de argén malordenadas. Por timbre una corona mural de pueblo.
Fue aprobado el 30 de mayo del 2001 y publicado en el DOGC el 29 de junio del mismo año con el número 3420.
Las llaves de San Pedro son el atributo del patrón del pueblo, mientras que las tres estrellas son una señal tradicional del escudo de la localidad.

## Fiesta local
La fiesta local se celebra el último sábado de julio.

## Administración
| Periodo   | Nombre                       | Partido |
| --------- | ---------------------------- | ------- |
| 1979-1983 | Mariano Sellares i Casajuana | CiU     |
| 1983-1987 | Mariano Sellares i Casajuana | CiU     |
| 1987-1991 | Mariano Sellares i Casajuana | CiU     |
| 1991-1995 | Mariano Sellares i Casajuana | CiU     |
| 1995-1999 | Angel Puig Serra             | CiU     |
| 1999-2003 | Angel Puig Serra             | CiU     |
| 2003-2007 | Angel Puig Serra             | CiU     |
| 2007-2011 | Marta                        |         |

## Transporte público
Línea M12 Tarrasa - Rellinars - Castellbell y Vilar
El servicio lo realiza la empresa Transports Generals d'Olesa (TGO).
- Los horarios de paso por las paradas son siempre aproximados debido a las condiciones del tráfico

| Parada                               | LMXJV | LMXJV |
| ------------------------------------ | ----- | ----- |
| Tarrasa - Estación de autobuses      | 09:35 | 19:35 |
| Tarrasa - Estación FGC               | 09:45 | 19:45 |
| Tarrasa - Gasolinera BP              | 09:47 | 19:47 |
| Tarrasa - Ca n'Amat                  | 09:50 | 19:50 |
| Rellinars - L'Obac                   | 10:00 | 20:00 |
| Rellinars                            | 10:10 | 20:10 |
| Castellbell y Vilar - La riereta     | 10:20 | 20:20 |
| Castellbell y Vilar - El Bures Renfe | 10:25 | 20:25 |

| Parada                               | LMXJV | LMXJV |
| ------------------------------------ | ----- | ----- |
| Castellbell y Vilar - El Bures Renfe | 08:30 | 18:30 |
| Castellbell y Vilar - La riereta     | 08:40 | 18:40 |
| Rellinars                            | 08:50 | 18:50 |
| Rellinars - L'Obac                   | 09:00 | 19:00 |
| Tarrasa - Ca n'Amat                  | 09:15 | 19:15 |
| Tarrasa - Gasolinera BP              | 09:18 | 19:18 |
| Tarrasa - Estación FGC               | 09:25 | 19:25 |
| Tarrasa - Estación de autobuses      | 09:30 | 19:30 |

## Ciudadanos ilustres
- Jordi Tarres, piloto de trial.